# シークレット・アイドル ハンナ・モンタナ2
『シークレット・アイドル ハンナ・モンタナ2』は、米ディズニー・チャンネルで放送中のシークレット・アイドル ハンナ・モンタナシーズン2のサウンドトラック。全米ビルボードチャートでは、初登場1位。発売3週間で100万枚突破など前作のアルバムと同じく世界的に大人気である。

## 収録内容
Disc 1
1. "We Got the Party" - 3:36
2. "Nobody's Perfect" - 3:20
3. "Make Some Noise" - 4:47
4. "RockStar" - 2:58
5. "Old Blue Jeans" - 3:22
6. "Life's What You Make It" - 3:10
7. "One in a Million" - 3:55
8. "Bigger Than Us" - 2:57
9. "You and Me Together "-3:45
10. "True Friend" - 3:10
11. "One in a Million" (アコースティック ヴァージョン) - 3:55
12. "We got the party" (ハンナ・モンタナとジョナス・ブラザーズ) - 3:36

Disc 2 - ハンナ・モンタナ シーズン2のミュージックDVD
1. "Life's What You Make It"
2. "Old Blue Jeans"
3. "One in a Million"
4. "Make Some Noise"
5. "True Friend"
6. "Nobody's Perfect"
7. "Bigger Than Us"
8. "One in a Million" (アコースティック ヴァージョン)